# Rödgumpad trogon
Rödgumpad trogon (Harpactes duvaucelii) är en fågel i familjen trogoner inom ordningen trogonfåglar.

## Utseende och läte
Rödgumpad trogon är en 23–24 cm lång medlem av familjen. Hanen har svart huva, blå näbb och en smal blå ring runt ögat. Ovansidan, inklusive stjärten, är beige till gulbrun, på övergumpen dock scharlakansröd, vilket gett arten dess namn, liksom på undersidan. Stjärtens undersida är vit med svarta kanter. Honan har mattare brunt på huvud och strupe, ljusare beigebrunt bröst, rosarött på buken och skäraktig övergump och övre stjärttäckare. Lätet beskrivs som en mjuk och snabbt fallande serie med cirka tolv toner som både accelererar och avtar i volymstyrka. Varningslätet är ett dämpat "kir-r-r-r”.

## Utbredning och status
Fågeln förekommer i låglandsskogar på Malackahalvön, Sumatra och Borneo. Den behandlas som monotypisk, det vill säga att den inte delas in i några underarter.

## Status och hot
Arten har ett stort utbredningsområde, men tros minska i antal, dock inte tillräckligt kraftigt för att den ska betraktas som hotad. Internationella naturvårdsunionen IUCN listar arten som nära hotad (LC).

## Namn
Fågelns vetenskapliga artnamn hedrar franske naturforskaren Alfred Duvaucel (1796-1824).

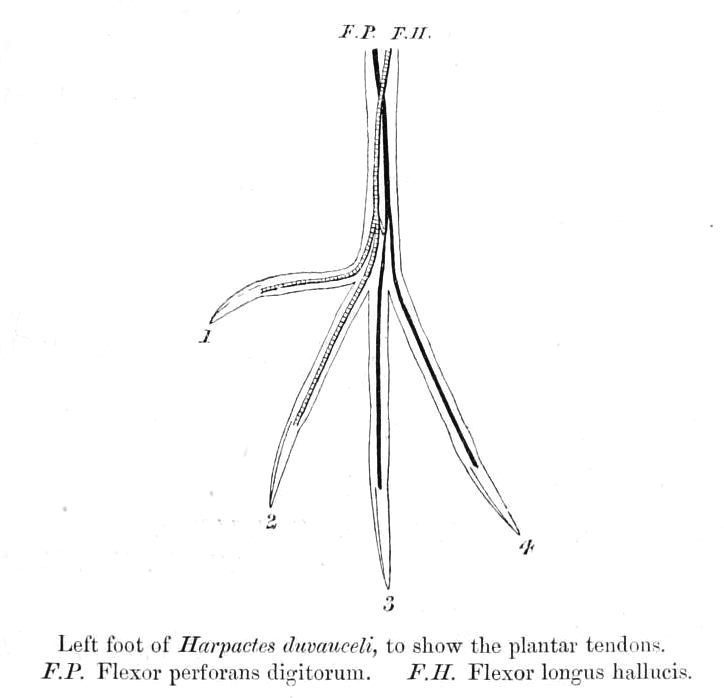